# Auteur
|  | Auteur kan også være en betegnelse for en forfatter |
En auteur er et udtryk, der anvendes om en filminstruktør med et særligt kunstnerisk udtryk. Auteuren er i denne tankegang en kunstner, der formår at sætte sig eget personlige aftryk på de film, som vedkommende laver, hvorimod en såkaldt metteur-en-scene indretter sig selv og sin filmkunst efter gældende normer og konventioner. Begrebet opstod hos kredsen omkring det parisiske tidsskrift Cahiers du Cinema. Ifølge den såkaldte auteur-teori er der en række auteurer, som gennem deres filmkunst brød studiesystemets monopol og skabte film med personlige kunstneriske udtryk. Teorien, der opstod i 1950'erne, pegede på bl.a. John Ford, Orson Welles og Alfred Hitchcock som de store auteurer, men senere blev også instruktører i den ny bølge som fx Claude Chabrol, François Truffaut, Jean-Luc Godard, Eric Rohmer og Jacques Rivette betegnet som sådanne. En af de mest berømte formuleringer af auteurens rolle er Alexandre Astrucs idé om, at instruktøren "skriver med kameraet" som var det en pen.
Oprindeligt blev idéen om at en filminstruktør kunne anses for at være en stor kunstner anset for at være en nærmest kættersk idé. Dette kunstsyn accepterede ikke filmen som kunstform og accepterede derfor heller ikke det synspunkt, at en filminstruktør kunne være en kunstner. Men som tiden er gået er det efterhånden - i hvert fald ifølge nogle forskere - blevet en alment accepteret idé, at instruktører godt kan være i stand til at sætte et personligt præg på deres film, selvom disse film bliver lavet i en meget kommerciel verden. En central idé i autuerteorien er, at den "almindelige test" for en auteur er om, hvorvidt et særkende kommer til syne, når man ser auteurens forskellige film som et samlet hele eller når filmene ses i forhold til hinanden.

## Auteurteori
Målet med en auteur-analyse er at belyse, hvorvidt en given film afspejler instruktørens særlige filmiske stil eller dennes særlige tematiske valg. Filmkritikeren Andrew Sarris introducerede i 1962 auteurteorien til et amerikansk publikum med artiklen "Notes on the Auteur Theory in 1962." Heri fremagde han en model, hvor kun instruktøren, der er i stand til at give en film en indre mening kan anses for at være en auteur. I Sarris' øjne skulle en instruktør demonstrere en teknisk kompetence (techne), have sin egen karakteristiske stil (personal style) samt en gennemgående idé i sine værker (interior meaning), før man med rette kunne kalde ham for en auteur. Året efter fik Sarris dog et modsvar fra kritikeren Pauline Kael, som betonede filmselskabernes betydning for den individuelle films udformning og senere er Sarris' essay også blevet kritiseret for ikke at komme med noget bud på, hvordan kritikere kan med rimelighed kan bestemme, hvornår der er en "indre mening" i en film.
Manuskriptforfatteren som auteur
Også filmkritikeren Richard Corliss har argumenteret imod Sarris' essay. I Corliss' bog Talking Pictures: Screenwriters in the American Cinema, 1927-1973 (1974) lægger Corliss i stedet vægt på manuskriptforfatternes centrale rolle i filmproduktion. Corliss skriver således, at Sarris' tilgang "may have done more harm than good in citing the director as the sole author of his film." I stedet for at udvide blikket på flere og flere af de vigtige bidragsydere i filmproduktioner mente Corliss, at Sarris' metode blot endte i "an endless coronation of the director." Corliss skriver, at instruktøren ganske rigtigt har et stort ansvar i skabelsen af en film, men at dette ansvar er over for noget: nemlig et ansvar over for manuskriptet. Instruktøren kan således ødelægge, filme eller forbedre dette forlæg. Corliss påpeger, at "The importance of a director's personal - or even visual - style is not at question here, only the assumption that he creates a style out of thin air instead of adapting it to the equally important styles of the story and performers." Instruktørens udøver altså en anseelig magt, men denne indflydelse rammesættes af manuskriptet og skuespillernes bidrag. Således mener Corliss, at "a screenwriter's work should and can be judged by analyzing his entire career, as is done with a director."
Forfatteren som en struktur i teksten
Filmteoretikeren Peter Wollen kobler i værket Signs and Meaning in the Cinema auteurteorien til strukturalismen. Wollen opfatter auteuren som en ”struktur i teksten,” hvilket skal betyde, at en auteur for Wollen ikke er det samme som instruktøren, der har stået bag filmen. Denne strukturalistiske tilgang søgte så at sige at ”kappe forbindelsen” mellem film og instruktør og dette er blevet set som et forsøg på at lægge afstand fra den noget romantiske kunstopfattelse i auteurdiskursen. Der er dog også den indvending, at andre end instruktører kan have auteurstatus, fx manuskriptforfattere med en særlig stil som fx Charlie Kaufman. Denne pointe ligger i forlængelse af den generelle kritik af auteurteori, der mener, at instruktøren hyldes på bekostning af andre bidragsydere som skuespillere, producere, filmklippere mv. Én kritiker har således påpeget, at hvor auteurteorien har en fortid som en ideologisk position, så bør dens anvendelse i dag ses som blot en blandt mange andre fortolkningsperspektiver.
Filmproduceren som auteur
Filmforskeren Matthew Bernstein har i modsætning til Sarris’ fokus på instruktøren og Carliss’ fokus på manuskriptforfatteren slået et slag for at se filmproducere som auteurer. Ifølge Bernstein selv går denne idé imod den traditionelle auteurdiskurs, der netop mente, at instruktører, der var auteurer, lykkedes med deres kunstneriske projekter på trods – og ikke takket være – af filmindustriens administrative lag. Ifølge Bernstein står produceren for den økonomiske logik, der bragte kunstneriske ambitioner i fare: deres fokus ligger på det økonomiske og ikke det kunstneriske. Som belæg for denne påstand citerer Bernstein Joel Siegel for at have sagt, at det ”is generally nonsensical to speak of producers as creators when, in all but a few cases, they were the enemies of creation.” Men for Bernstein står fx Merian C. Cooper som et eksempel på, en filmproducere godt kan være en auteur i kraft af, hvordan han var en hovedkraft på King Kong (1933). Også produceren David O. Selznicks store indflydelse på Borte med blæsten (1939) er et eksempel på, at en producer kan stå som den primære kreative drivkraft bag en film. Bernstein mener dog, at Val Lewton er det bedste eksempel på en producer-auteur, fordi der går en tydelig rød tråd igennem hans film. Også Walt Disneys indsats som producer får Bernstein til at fremhæve ham som en producer-autuer. Dette var dog undtagelsen i den æra i Hollywoods historie.
Bernstein bemærker, at i Hollywoods senere historie kommer auteurinstruktører som Steven Spielberg, Clint Eastwood og Martin Scorsese til også at fungere som producere på deres egne film. Derudover er der succesfulde samarbejder mellem producere som Brian Grazer og Ron Howard, hvor samarbejdet i Bernsteins optik resulterer i disse kollaboratørers stærkeste arbejde. Dertil kommer produceren Jerry Bruckheimers store succes med blockbustere som Frækkere end politiet tillader (1984), Top Gun (1986), Bad Boys (1995), Armageddon (1998) m.v. Bernstein mener dog ikke, at Bruckheimer kan ses som værende en auteur.
Filmstudiet som auteur
Filmforskeren Jerome Christensen har argumenteret for endnu fokusforskydning væk fra instruktøren som auteur. Christensen mener, at det er filmstudiet, der er den afgørende instans for filmkunstens eksistens, men anerkender også, at dette synspunkt ikke har mange tilhængere inden for filmvidenskaben, der ifølge Christensen (med opbakning fra Richard Maltby) har taget enten et tekstanalytisk fokus eller zoomet ind på filmens økonomiske historie. Dog udpeger Christensen den indflydelsesrige The Classical Hollywood Cinema, som en afgørende undtagelse, der lige præcis kombinerer en ”extraordinary attention to film form with its equally impressive analysis of the industrial system.” Således var Hollywood ifølge Christensen garant for en bestemt type film: ”Responsive to the market and changing practices, Hollywood product may have been elegantly varied, but individual films had no more meaning than the stylish tailfin on a Chevrolet or the newest hue of a Frigidaire.”
Det kollaborative fokus
I stedet for at fokusere på en enkelt auteur i filmproduktion argumenterer filmforskerne Bruce Kawin og Robert L. Carringer for i stedet for at fokusere på samarbejdet i filmproduktion. Kawin skriver således, at problemet med auteurteorien er, at den "may allow the critic to ignore creative collaboration and leap straight to the director."  Problemet bliver således, at andre personers indflydelse i filmproduktioner bliver overset: "Many auteurists want to find a single author and let it go at that. Although they may understand that actress Bibi Andersson and cinematographer Sven Nykvist are independent beings, they prefer to analyze every image and instant of Persona as if it proceeded directly from Ingmar Bergman's consciousness. Bergman himself has always been generous in acknowledging the contributions of the group he has worked with and would never endorse such a critical position." Kawin påpeger i denne sammenhæng, at hvor de fleste af Spielbergs film tydeligvis er hans film, så er Indiana Jones filmene tydeligvis mærket af hans samarbejde med George Lucas. Og især en film som Das Cabinet des Dr. Caligari (1920) er i Kawins øjne et eksempel på, hvordan forskellige mennesker kan sætte så stærkt et aftryk på en film, at det er urimeligt at placere noget enkeltindivid som auteuren bag denne film og Kawin indvender i samme ombæring også, at man bliver nødt til også at forholde sig til den kommercielle kontekst for filmproduktion for ikke at overbetone det æstetiske aspekt i ens forståelse af en filmen - altså på bekostning af de produktionsmæssige og økonomiske forhold.